# На грани (телесериал)
«На грани» (англ. The Brink) — американский комедийный политический телесериал, главные роли исполнили Тим Роббинс, Джек Блэк и Пабло Шрайбер. Единственный сезон был показан на телеканале HBO летом 2015 года. В октябре 2015 года телекомпания HBO объявила, что второй сезон сериала к производству не планируется.

## Сюжет
В центре сюжета сериала — цепочка событий, приводящая к геополитическому кризису и его разрешению силами трёх независимых друг от друга персонажей: госсекретаря США Уолтера Ларсона (Тим Роббинс), мелкого чиновника дипломатической службы Алекса Тэлбота (Джек Блэк) и лётчика-истребителя военно-морского флота США Зика Тилсона (Пабло Шрайбер). Троица должна прекратить нарастающий хаос и предотвратить третью мировую войну.

## В ролях
| Актёр             | Роль                                                |
| ----------------- | --------------------------------------------------- |
| Тим Роббинс       | госсекретарь США Уолтер Ларсон                      |
| Мэрибет Монро     | помощница Ларсона Кендра Петерсон                   |
| Эсай Моралес      | президент США Джулиан Наварро                       |
| Джефф Пирсон      | министр обороны США Пирс Грей                       |
| Мими Кеннеди      | директор ЦРУ Сьюзан Бакли                           |
| Карла Гуджино     | жена Уолтера Джоанн Ларсон юрисконсульт Пентагона   |
| Ирис Бар          | министр иностранных дел Израиля Талия Леви          |
| Аджай Мехта       | министр иностранных дел Индии Ракеш Пандит          |
| Джек Блэк         | сотрудник посольства США в Исламабаде Алекс Тэлбот  |
| Аасиф Мандви      | водитель в посольстве США в Исламабаде Рафик Массуд |
| Икбал Теба        | президент Пакистана Умер Заман                      |
| Дэвид Диаан       | генерал Ахмед Али                                   |
| Бернард Уайт      | генерал Харун Раджа сводный брат Замана             |
| Джон Ларрокетт    | посол США в Пакистане Роберт Киттредж               |
| Эрик Авари        | дедушка Рафика Хасан психиатр                       |
| Мелани Чандра     | сестра Рафика Фарида учитель                        |
| Маршал Манеш      | отец Рафика Рафик Массуд Старший писатель           |
| Мари Сайал        | мать Рафика Наима                                   |
| Пабло Шрайбер     | пилот Зик Тилсон                                    |
| Эрик Ладин        | пилот Гленн Тэйлор                                  |
| Рекс Линн         | адмирал Макбрайд                                    |
| Мэри Фабер        | бывшая жена Зика Эшли                               |
| Джейми Александер | офицер связи Гейл Свит                              |
| Роб Брайдон       | искатель древностей Мартин                          |
| Мишель Гомес      | Ванесса жена Мартина                                |

## Критика
На агрегаторе рецензий Rotten Tomatoes фильм имеет рейтинг 55 % основанный на 40 отзывах, со средней оценкой 5,7 из 10. Консенсус критиков гласит: «Благодаря игре талантливых актёров сериал избежал катастрофы, но актёры и зрители заслуживают более острой политической сатиры». На Metacritic средневзвешенная оценка составляет 52 из 100 на основе 30 рецензий.
Обозреватель IGN Эмбер Доулинг поставила всему первому сезону 8 баллов из 10, заявив, что «после первых двух грубых серий актеры привыкли к своим персонажам, и зрители привыкли к тону. Быстрые и неожиданные повороты сюжета в сочетании с сильными парами на экране в конечном итоге вылились в веселую летнюю возню с большим потенциалом».